# Gadiraipalli, Basavakalyan
Gadiraipalli là một làng thuộc tehsil Basavakalyan, huyện Bidar, bang Karnataka, Ấn Độ.